# Нижняя Сада
Ни́жняя Сада́ — деревня в Ярском районе Удмуртии, входит в состав Бачумовского сельского поселения.

## География
Деревня расположена на высоте 138 м над уровнем моря.

## Население
| 2010 | 2012 |
| ---- | ---- |
| 13   | ↗14  |

## Улицы
В деревне имеется одна улица — Нижнесадинская.